# Violettbrauner Mondfleckspanner

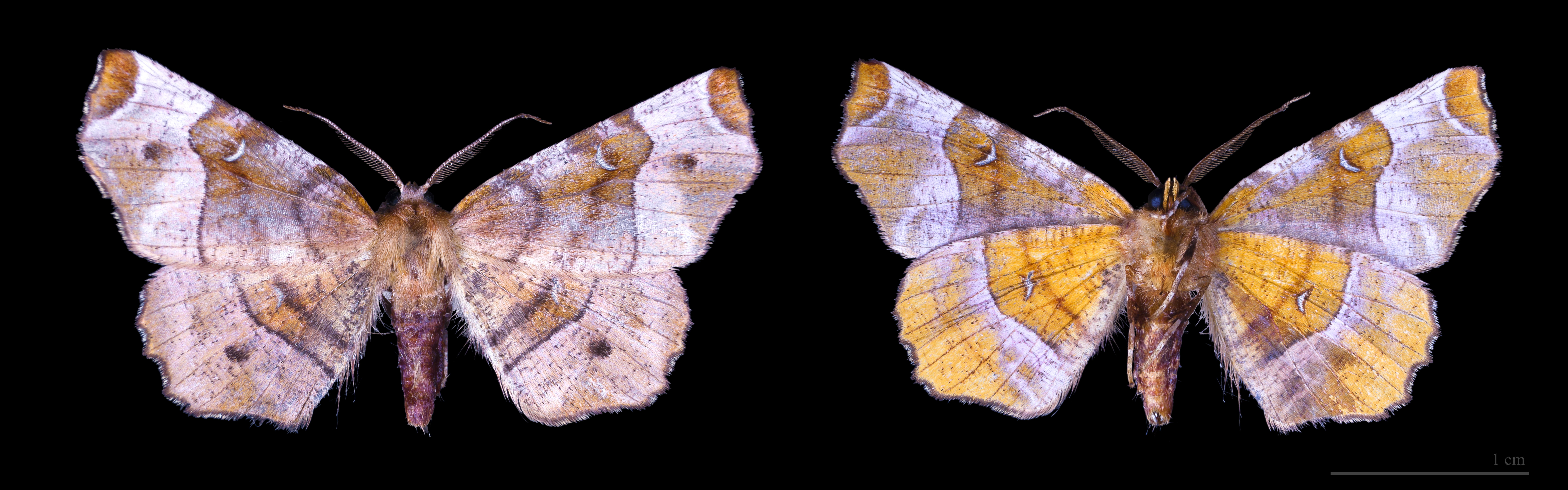
Präpariertes Männchen

Der Violettbraune Mondfleckspanner (Selenia tetralunaria) ist ein Schmetterling (Nachtfalter) aus der Familie der Spanner (Geometridae).

## Merkmale
Die Falter erreichen eine Flügelspannweite von 30 bis 38 Millimetern. Die Flügel sind von der Basis bis über die Hälfte und um die Flügelspitzen (Apex) herum braun oder rotbraun und ein wenig hellgrau gefärbt. In diesen dunklen Bereichen findet sich je ein weißgrauer Fleck, der wie eine Mondsichel aussieht. Zwischen den braunen Bereichen verläuft eine breite hellgraue Binde. Die Flügelränder sind leicht unregelmäßig gezackt.
Die Raupen werden ca. 38 Millimeter lang. Sie sind rotbraun oder dunkelbraun und sehen aus wie ein kleiner Zweig mit Knospen. Diese Höckerpaare finden sich auf dem vierten, fünften, siebten und achten Segment. Das dritte Brustbeinpaar sitzt auf einer knospenartigen Verdickung.

## Vorkommen
Sie kommen in Laubwäldern und Gärten überall und häufig in Mitteleuropa vor.

## Lebensweise
Die Falter winkeln die Flügel in ihrer Ruheposition meist schräg ab. Sie fliegen in zwei Generationen. Die zweite Generation ist deutlich heller gefärbt und auch kleiner. Die Raupen verpuppen sich entweder zwischen Blättern oder am Boden. Sie überwintern so, bevor sie im Frühjahr schlüpfen.

### Ernährung
Die Raupen ernähren sich von den Blättern verschiedener Pflanzen wie z. B. Stieleiche (Quercus robur), Winter-Linde (Tilia cordata), Schwarzerle (Alnus glutinosa), Gemeine Hasel (Corylus avellana), Salweide (Salix caprea) und Hänge-Birke (Betula pendula).